# Epelistoma
Epelistoma es un género de foraminífero bentónico de la Familia Chrysalogoniidae, de la Superfamilia Nodosarioidea, del Suborden Lagenina y del Orden Lagenida. Su especie-tipo es Nodosaria aperula. Su rango cronoestratigráfico abarca desde el Plioceno hasta el Pleistoceno medio.

## Clasificación
Epelistoma incluye a la siguiente especie:
- Epelistoma aperulum †
- Epelistoma crassitesta †
- Epelistoma morgansi †